# Nekompetitivní inhibice
Nekompetitivní inhibice je druh inhibice, při které se inhibitor váže na enzym stejně silně, ať už je nebo není vázaný na substrát; tím se liší od kompetitivní inhibice, kdy se schopnost substrátu navázat se na enzym za přítomnosti inhibitoru snižuje.
Inhibitor se může navázat při navázaném i nenavázaném substrátu; pokud má přitom k jednomu ze stavů enzymu vyšší afinitu než v jiném, jedná se o smíšenou inhibici.

## Historie
Leonor Michaelis během své práce jako lékař získal laboratoř a v následujících pěti letech vydal přes 100 článků, kde jako první zkoumal různé druhy inhibice; konkrétně používal fruktózu a glukózu jako inhibitory maltázy, enzymu štěpícího molekulu maltózy na dvě molekuly glukózy; na základě výsledků svých experimentů rozlišil nekompetitivní a kompetitivní inhibici. Zjistil, že inhibice nastává po navázání inhibitoru na enzym.
Podobně jako řada dalších vědců té doby zkoumali Leonor Michaelis a Maud Menten reakci rozkládající sacharózu na fruktózu a glukózu; enzymem zapojeným do této reakce je sacharáza.Při snaze o určení rychlosti zkoumané reakce odvodili rovnici, která ji popisuje jako závislou hlavně na koncentraci enzymu, závislost na koncentraci substrátu je slabší. Základy pro tyto objevy vytvořili Adrian John Brown a Victor Henri. Brown teoreticky popsal mechanismus enzymatických reakcí, ale neměl příslušná kvantitativní data. Victor Henri výrazně přispěl k porozumění kinetice enzymů ve své doktorské práci, ale nezmínil důležitost koncentrace vodíkových iontů a mutarotaci glukózy. Cílem Henriho práce bylo porovnat své znalosti enzymatických reakcí se známými pravidly fyzikální chemie. Henri jako první odvodil rovnici později známou jako rovnice Michaelise-Mentenové. Pomocí glukózy a fruktózy v reakcích řízených maltázou a sacharázou dokázal Leonor Michaelis jako první rozlišit různé druhy inhibice, a to s využitím pH, které v Henriho době nebylo známo.
V průběhu své práce na určení rychlosti reakce prozkoumal Michaelis Henriho zjištění, že použité enzymy mohou mít určitou afinitu k oběma produktům reakce, fruktóze i glukóze. Pomocí Henriho metod Michaelis a Menten jeho model zdokonalili. Zjistili, že při nekompetitivní (smíšené) inhibici se mění hodnota kcat (aktivity katalyzátoru), zatímco u kompetitivní se mění rychlost (V). Experimenty byly silně zaměřené na vliv pH. Sacharáza se nachází v kvasinkách a katalyzuje hydrolýzu sacharózy na glukózu a fruktózu; tento enzym byl použit, protože je snadno dostupný a experimenty s ním lze provádět rychle. Sacharóza v polarimetru vykazuje optickou otáčivost doprava, zatímco vzniklý invertní cukr je levotočivá, což zkoumání reakce usnadňuje. Zjistili i, že α-D-glukóza vzniklá při reakcích katalyzovaných sacharázou je nestálá a samovolně se přeměňuje na β-D-glukózu, čímž objevili mutarotaci.

## Názvosloví
Zatímco všechny nekompetitivní inhibitory se navazují na alosterická místa enzymů (tedy mimo aktivní místa), tak ne všechny inhibitory vázající se na alosterická místa jsou nekompetitivní; alosterické inhibitory mohou být kompetitivní, nekompetitivní, nebo akompetitivní.

## Mechanismus

Mechanismus nekompetitivní nebo smíšené inhibice

Při nekompetitivní inhibici se v daném okamžiku na enzym může navázat jak substrát, tak i inhibitor. Při navázání inhibitoru a substrátu se ze vzniklého komplexu enzym-substrát-inhibitor nemůže vytvořit produkt a může dojít pouze k přeměně na komplex enzym-substrát nebo enzym-inhibitor. Od smíšené inhibice se nekompetitivní liší tím, že inhibitor má stejnou afinitu k volnému enzymu jako ke komplexu enzym-substrát.
Jednou z reakcí glykolýzy je přeměna pyruvátu na fosfoenolpyruvát katalyzovaná pyruvátkinázou. Z pyruvátu také vzniká aminokyselina alanin. která rovněž dokáže inhibovat pyruvátkinázu. Alanin je nekompetitivní inhibitor, navazuje se mimo aktivní místo.
Dalším případem je inhibice hexokinázy v mozku glukóza-6-fosfátem. Uhlíky 2 a 4 v glukóza-6-fosfátu mají hydroxylové skupiny, které se navazují na enzym společně s fosfátem na 6. uhlíku. Substrát se navazuje jinými skupinami. Schopnost glukóza-6-fosfátu navázat se ve stejné době na jiné místo dz něj činí nekompetitivní inhibitor.
Nejčastější mechanismus nekompetitivní inhibice je založen na vratném navázání inhibitoru na alosterické místo, ale vyskytují se i jiné, například přímá vazba na aktivní místo, kdy ale, na rozdíl od kompetitivní inhibice, navázání inhibitoru neznemožňuje navázání substrátu (a naopak), ale pouze po určitý čas brání vzniku produktu.

Tento druh inhibice snižuje maximální rychlost reakce bez patrné změny afinity substrátu k enzymu (Kmapp). Po přidání nekompetitivního inhibitoru se změní Vmax, ale hodnota Km zůstane stejná. Podle Lineweaverova-Burkova grafu se za přítomnosti nekompetitivního inhibitoru Vmax sníží, což se v grafu projeví změnou sklonu i polohy průsečíku s osou y.
Hlavním rozdílem mezi kompetitivní a nekompetitivní inhibicí je, že kompetitivní inhibice ovlivňuje schopnost navázání substátu navázáním inhibitoru místo něj. Při nekompetitivní inhibici se inhibitor naváže na alosterické místo a zabrání přeměně komplexu enzym-substrát na konečný produkt, což nezmění Km (afinitu) enzymu vůči substrátu. Od akompetitivní inhibice se nekompetitivní odlišuje tím, že stále umožňuje vázání substrátu na komplex enzym-inhibitor za tvorby komplexu enzym-substrát-inhibitor, což u akompetitivní inhibice nenastává, protože je při ní napojení substrátu znemožněno změnami konformace po navázání inhibitoru.

## Rovnice
Za přítomnosti nekompetitivního inhibitou je zdánlivá afinita enzymu rovna skutečné, K app
m  = Km. Tento stav je důsledkem Le Chatelierova principu, protože inhibitor je na enzym a komplex enzym-substrát navázán rovnoměrně a je tak udržována rovnováha. Protože je však části enzymu znemožněno se přeměňovat substrát na produkt, tak se účinná koncentrace enzymu snižuje.
Platí že:
{\displaystyle V_{max}^{app}={\frac {V_{max}}{1+{\frac {[I]}{K_{I}}}}}}
{\displaystyle {app\ [E]_{0}}={\frac {[E]_{0}}{1+{\frac {[I]}{K_{I}}}}}}